# Vysshaja Liga 2012 (Kirghizistan)
La Vysshaja Liga 2012 (Kirghizistan) è la 21ª edizione della massima competizione nazionale per club del Kirghizistan dall'indipendenza del paese nel 1992.

## Classifica
|                         | Pos. | Squadra          | Pt | G  | V  | N | P  | GF | GS | DR  |
| ----------------------- | ---- | ---------------- | -- | -- | -- | - | -- | -- | -- | --- |
| Kirghizistan (bandiera) | 1.   | Dordoj Biškek    | 74 | 28 | 24 | 2 | 2  | 89 | 17 | +72 |
|                         | 2.   | Alga Biškek      | 58 | 28 | 18 | 4 | 6  | 61 | 26 | +35 |
|                         | 3.   | Alaj Oš          | 49 | 28 | 14 | 7 | 7  | 45 | 27 | +18 |
|                         | 4.   | Dinamo Biškek    | 48 | 28 | 14 | 6 | 8  | 51 | 35 | +16 |
|                         | 5.   | Abdyš-Ata Kant   | 47 | 28 | 13 | 8 | 7  | 51 | 21 | +30 |
|                         | 6.   | Ala-Too Naryn    | 30 | 28 | 9  | 3 | 16 | 39 | 50 | -11 |
|                         | 7.   | Ysyk-Köl         | 7  | 28 | 2  | 1 | 25 | 13 | 92 | -79 |
|                         | 8.   | Himik Kara-Balta | 7  | 28 | 2  | 1 | 25 | 14 | 94 | -80 |

Legenda:

      Campione del Kirghizistan e ammessa alla Coppa del Presidente dell'AFC 2013
Note:
Tre punti a vittoria, uno a pareggio, zero a sconfitta.

## Classifica Marcatori
| Gol | Rigori |  | Giocatore          | Squadra        |
| --- | ------ |  | ------------------ | -------------- |
| 12  |        |  | Sеrgei Kalеutin    | Abdyš-Ata Kant |
| 10  |        |  | Kayumjan Sharipov  | Dordoj Biškek  |
| 7   | 1      |  | Mirlan Murzaev     | Dordoj Biškek  |
| 6   |        |  | David Tetteh       | Dordoj Biškek  |
| 6   |        |  | Tursunali Rustamov | Alga Biškek    |